# Кусега (приток Сяси)
Кусега — река в России, протекает в Волховском районе Ленинградской области. Правый приток Сяси.

## География
Кусега начинается из озера, расположенного к западу от болота Василюхин Мох. Течёт на юг. На правом берегу деревни Кириши, Бисково, Поддубье и Погорелец-Хваловский. Затем река принимает левый приток Гарьку, после чего поворачивает на юго-запад и впадает в Сясь в 65 км от устья последней. При впадении Кусеги в Сясь находится деревня Воскресенское. Длина реки составляет 27 км, площадь водосборного бассейна — 169 км².

## Данные водного реестра
По данным государственного водного реестра России относится к Балтийскому бассейновому округу, водохозяйственный участок реки — Сясь, речной подбассейн реки — Нева и реки бассейна Ладожского озера (без подбассейна Свирь и Волхов, российская часть бассейнов). Относится к речному бассейну реки Нева (включая бассейны рек Онежского и Ладожского озера).
Код объекта в государственном водном реестре — 01040300112102000018396.